# Artocarpus brevipedunculatus
Artocarpus brevipedunculatus là một loài thực vật có hoa trong họ Moraceae. Loài này được (F.M.Jarrett) C.C.Berg mô tả khoa học đầu tiên năm 2005.